# Ulica Mokra w Poznaniu
Ulica Mokra  (do 1918 oraz w latach 1939-1945 „Nassegasse”) – ulica w Poznaniu w północnej części Starego Miasta, na osiedlu Stare Miasto. Swój bieg rozpoczyna od skrzyżowania Wroniecka/Masztalarska, a kończy na skrzyżowaniu z ulicą Żydowską. Jej obecny przebieg został ustalony pod koniec XIX wieku. Na ulicy istnieje kontrapas dla rowerów.

## Historia
Nazwa pochodzi prawdopodobnie od terenów bagiennych znajdujących się tuż za murem miejskim. Polska nazwa została ustalona 16 czerwca 1919 roku. W 1926 kamienice należały do czterech różnych właścicieli. Kamienica pod numerem pierwszym należała do piekarza Toeppena, pod numerem drugim do Heleny Karwat, pod numerem trzecim do spadkobierców Marii Krzymińskiej, a numer czwarty należał do Heleny Wending.

## Zabytki
- kamienica, nr 2 z XVI w., przebudowana w 1800, nr rej.: A-66 z 23.04.1966[6]
- kamienica, nr 3 z XVI w., przebudowana w 1 poł. XIX, nr rej.: A-67 z 23.04.1966[6]
- kamienica, nr 4 z XVI w., przebudowana w 1 poł. XIX, nr rej.: A-68 z 23.04.1966[6]

### Inne budowle pod opieką konserwatora zabytków
- dom mieszkalny, nr 1, z XVI wieku[7]